# Opalita

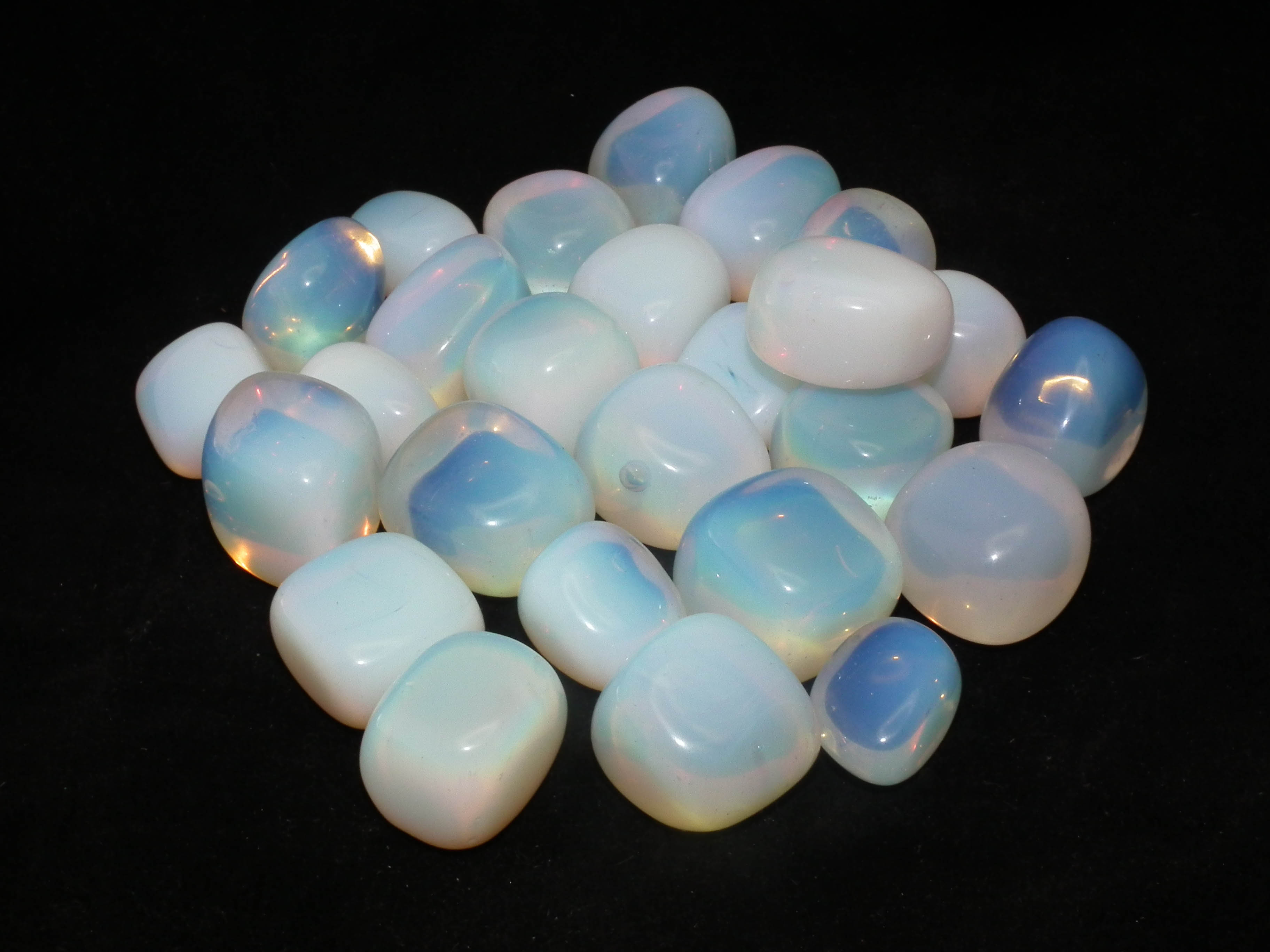
Pedaços de 10-20 mm de opalita polida (sintética)

Opalita ou opalina é um nome comercial para o vidro opalino (feito pelo homem) é mais um entre várias outras pedras sintéticas que visa simular a opala. Ela também pode ser conhecida pelos seguintes nomes argenon, opala do mar, opala moonstone  dentre outros.
O que dá ao vidro opalino a aparência de opala é a opalescência, o processo de fabricação para chegar a esse efeito é conhecido como "satinado Lalique" que foi criado pelo mestre vidraceiro René Jules Lalique.
Quando o vidro de opalita é colocado contra um fundo escuro, ele parece ter uma cor azul. Quando colocado contra um fundo claro, é branco leitoso ou tem um brilho laranja ou rosa. Esse efeito se chama efeito Tyndall Por ser vidro, às vezes pode conter bolhas de ar ou algum tipo de impureza.
A opalita natural também existe e ela compartilha as mesmas propriedades químicas básicas da opala. Ela é feita de minúsculas esferas de dióxido de silício que se empilham umas nas outras em forma de grade de pirâmide. Esta grade é o que permite o efeito de olho de gato seja exibido quando a pedra é cortada em um cabochão com cúpula alta. Todavia para fins comerciais a opalita natural é conhecida como "opala comum" para evitar confundi-la com opalita de vidro.